# Vatellus
Vatellus là một chi bọ cánh cứng trong họ Dytiscidae.
Chi này được Aubé miêu tả khoa học năm 1837.

## Các loài
Các loài trong chi này gồm:
- Vatellus amae K.B.Miller, 2005
- Vatellus annae K.B.Miller, 2005
- Vatellus bifenestratus (Zimmermann, 1921)
- Vatellus drymetes K.B.Miller, 2005
- Vatellus grandis Buquet, 1840
- Vatellus haagi Wehncke, 1876
- Vatellus lateralis (Sharp, 1882)
- Vatellus maculosus K.B.Miller, 2005
- Vatellus mexicanus (Sharp, 1882)
- Vatellus perforatus (Guignot, 1955)
- Vatellus pilacaudus K.B.Miller, 2005
- Vatellus sahlbergi (Sharp, 1882)
- Vatellus tarsatus (Laporte, 1835)
- Vatellus ventralis (Sharp, 1882)
- Vatellus wheeleri K.B.Miller, 2005